# Köttröd hattlav
Köttröd hattlav (Baeomyces carneus) är en lavart som beskrevs av Heinrich Gustav Flörke. Köttröd hattlav ingår i släktet Baeomyces, och familjen Baeomycetaceae. Arten är reproducerande i Sverige.